# كولين كافاناف
كولين كافاناف (بالإنجليزية: Colleen Cavanaugh)‏ هي عالمة أحياء دقيقة أمريكية، ولدت في 1953 في ديترويت في الولايات المتحدة. كانت كافانو أول من اقترح أن الدودة الأنبوبية الكبيرة التي تعيش في أعماق البحار تحصل على طعامها من البكتيريا التي تعيش داخل خلاياها، وهي رؤية تكونت لديها كطالبة دراسات عليا في جامعة هارفارد.
أوضحت بشكل كبير أن هذه البكتيريا ذات التغذية الكيميائية كانت قادرة على لعب هذا الدور من خلال استخدامها للاصطناع الكيميائي، وهو الأكسدة الحيوية للمركبات غير العضوية (مثل كبريتيد الهيدروجين) لتصنيع المواد العضوية من جزيئات بسيطة تحتوي على الكربون، فيسمح ذلك للكائنات الحية مثل البكتيريا (والكائنات الحية المستقلة مثل الديدان الأنبوبية) للعيش في أعماق المحيطات دون التعرض لأشعة الشمس.

## النشأة والتعليم
وُلدت كافانو في مدينة ديترويت في ولاية ميشيغان في عام 1953. حصلت على شهادتها الجامعية من جامعة ميشيغان في عام 1977 حيث درست الموسيقى في البداية ولكنها تخصصت في النهاية في علم البيئة. تقول كافانو بأن حياتها تغيرت في سنتها الثانية عندما علمت عن دورة في علم البيئة البحرية في مركز علوم المحيطات في وودز هول في ماساتشوستس.
تضمنت أعمالها هناك الخوض في عالم المياه الباردة لدراسة عادات التزاوج لسرطانات حدوة الحصان، ووصفت نفسها بأنها قد وقعت في الحب مع الصداقة الحميمة وتبادل الأفكار بين علماء الأحياء والجيولوجيين والعلماء من التخصصات الأخرى. انتهى الأمر بكافانو في منطقة بوسطن الكبرى عاطلة عن العمل، ولكنها عادت للعمل مع نوع سلطعون حدوة الحصان المحلي بجامعة بوسطن.
انتقلت كافانو بعد ذلك إلى شبه جزيرة كيب كود للعمل في مختبر الأحياء البحرية في وودز هول. تحول تركيزها خلال السنتين القادمتين من القشريات إلى البكتيريا، وهي المخلوقات التي أثارت إعجابها بسبب قدرتها على العيش في أي مكان.
أدت تحليلات كافانو للميكروبات البكتيرية التي تتضمن الديدان الأنبوبية الكبيرة وغيرها من اللافقاريات في أعماق البحار إلى وصفها بلقب «كابتن نيمو العلمي».

## تدريب الخريجين
تابعت كافانو تدريبها في قسم الدراسات العليا في علم الأحياء بجامعة هارفارد بالتعاون مع متحف علم الحيوان المقارن. دخلت جامعة هارفارد في خريف عام 1979، وحصلت على ماجستير في عام 1981 وتخرجت مع درجة الدكتوراه في علم الأحياء في عام 1985. قُبِلت أطروحتها الدكتوراه بعنوان «تكافؤ البكتيريا ذات التغذية الكيميائية واللافقاريات البحرية» في عام 1985.

### اكتشاف الاصطناع الكيميائي في الديدان الأنبوبية
كانت كافانو تحضر محاضرة لمشرفة الديدان في معهد سميثسونيان ميريديث جونز وذلك بعد فترة وجيزة من بدء دراساتها العليا. كانت جونز تناقش موضوع دودة الأنبوب الكبيرة كمخلوق يفتقر لوجود الفم والأمعاء، وكان التحدي الأساسي هو فهم كيف نجا. ذكرت جونز في إحدى محاضرتها وجود بلورات الكبريت داخل أمعاء الديدان. قالت كافانو بأنها قفزت حينها للأعلى وقالت: «حسنًا، إنه واضح تمامًا! يجب أن تكون لديهم بكتيريا مؤكسدة للكبريت داخل أجسامهم». تُظهر القصة لاحقًا على ما يبدو بأن جونز أخبرتها بأن تجلس، ولكنها زودت كافانو بعينة ملتقطة بواسطة غواصة بحثية تعمل في قاع المحيط الهادئ. أثبت كافانو قضيتها في نهاية المطاف.
تابعت كافانو نشر نتائج العمل الإضافي الذي بدأ في إثبات هذا الاكتشاف، وكتبت من متحف علم الحيوان المقارن بجامعة هارفارد كأول ورقة بحثية اشترك بها خمسة مؤلفين، وهي تقرير علمي قصير لعام 1981 مع ستيفن ل. غاردينر ومريديث ل. جونز من معهد سميثسونيان وهولجر و. ياناش وجون ب. واتربري في وودز هول.

## مسيرتها المهنية
كان أول منصب لكافانو هو زميلة مبتدئة في جمعية الزملاء بجامعة هارفارد في الفترة بين عامي 1986-1989، وقد أعقب ذلك الارتقاء إلى درجة أستاذة مساعدة في عام 1989 وأستاذة مشاركة في عام 1993. وحصلت على منصب أستاذة بدوام كامل في عام 1995 لاكتشافاتها وسمعتها كمدرّسة ومرشدة.

## أبرز الأبحاث والمميزات
واصلت كافانو بناء حياتها المهنية على أساس دراسة النظم البيئية للتهوية الحرارية المائية. واصلت أيضًا اكتشاف شراكات تعايشية مماثلة بين حيوانات البطلينوس التي تعيش في طبقات نبات اليلجراس والأعشاب الضحلة والسهول الطينية على طول ساحل نيو إنجلاند، وعند أسماك القريدس بالقرب من الينابيع البحرية الفرعية في وسط المحيط الأطلسي.
تعتقد كافانو أن الحياة على الأرض قد بدأت في ظل ظروف مماثلة وتقول: «إن الفكرة منطقية لأن بعض أقدم أنواع البكتيريا الحية تُظهر علامات على أنها كائنات محبة للحرارة.»  وقد حث عملها المجتمع العلمي لإعادة التفكير في نظرية «حساء الدجاج الدافئ» في أصول الحياة التي تراكمت فيها الجزيئات العضوية في المياه الضحلة نتيجة لتوليد الكهرباء.
توصلت كافانو إلى اكتشافاتها في علم بيئة المحيط الهادئ العميقة في مختبر كامبريدج في ماساتشوستس (هارفارد)، وعملت على صعيد الحياة البحرية في المختبر وعلى متن السفن لمدة اثني عشر عاماً قبل تأمين مكان على الغواصة العميقة آلفين. ذهبت إلى قاع خليج المكسيك قبالة ساحل فلوريدا لأول مرة في عام 1992. وفقا لمقال نُشِر في جريدة هارفارد:
شاركت لاحقًا في المزيد من البعثات الاستكشافية مثل الغوص على عمق 8200 قدم قبالة الساحل الغربي للمكسيك  لجمع ديدان الأنبوب والبكتيريا والسوائل الغنية بالكيماويات التي تتدفق من المخارج وعينات معدنية من قاع المحيط في أعماق البحار. تُعتبر كافانو التي أُطلق عليها لقب «الكابتن نيمو العلمي» بارزة في مجال علم الأحياء. وكتبت الصحفية العلمية روبرت كونزيج في وصف عملها في مقالة نشرتها مجلة ديسكوفر 2001 عن زيارتها إلى صدع ساخن في الأرض تحت المحيط الهندي، وقالت:
تُعتبر كافانو مكتشفة لنوع جديد من بلح البحر الذي يسكن عميقًا في خليج المكسيك، ويشارك جسده بالبكتيريا التكافلية التي تتغذى على الميثان كما ورد في شباط/فبراير في عام 2000.  شاركت زميلها كريج سميث من جامعة هاواي وزملاء آخرين في تقرير في صحيفة نيتشر عن دراسة برنامج الأبحاث الوطنية لعالم تحت البحار التابع للوكالة الوطنية للمحيطات والغلاف الجوي في مركز الساحل الغربي والمناطق القطبية (في جامعة ألاسكا في فيربانكس). تتعلق الدراسة بكيفية لعب جثث الحيتان التي تسقط إلى قاع المحيط وعظامهم بشكل خاص دورًا مهمًا في بيئة قاع المحيط.

## مختبر كافانو
يعمل مختبر كافانو بجامعة هارفارد على عدد من المشاريع المتعلقة بالتكافل البكتيري في اللافقاريات البحرية من المخارج الحرارية المائية في أعماق البحار. يملك الباحثون هناك اهتمامًا خاصًا بتوصيف القدرات الاستقلابية والجينية للتناسل وعلاقاتهم التطورية مع البكتيريا الحية والتطور المشترك للمتكافل والمضيف.